# Собор Святой Розы (Санта-Роса-де-Копан)
Собор Святой Розы (исп. Catedral de Santa Rosa) — кафедральный храм епархии Санта-Роса-де-Копана Римско-католической церкви в городе Санта-Роса-де-Копан, в Гондурасе. Храм освящён в честь святой Розы Лимской.
В 1798 году в недавно основанном поселении Лос-Льянос был учреждён первый приход в честь Богоматери Розария. В 1802 году по просьбе местных жителей поселение получило статус муниципалитета. Тогда же покровительницей нового муниципалитета была избрана святая Роза Лимская, что нашло отражение в названии административной единицы. В 1803 году на месте прежней приходской церкви началось строительство нового храма в честь святой покровительницы. Собор в форме латинского креста построили в стиле колониального барокко. Строительными работами руководили священники Педро Антонио и Мигель Антонио Пинеды. Освящение нового собора состоялось 29 августа 1803 года под руководством прелата Хосе Марии Халона из города Грасьяс. С 1829 по 1843 год настоятелем храма был Франсиско де Паула Кампой-и-Перес, затем ставший епископом Комаягуа. В 1862 году на фасаде собора появились часы, которые вначале предполагалось разместить в муниципалитете Флорида, но жители Санта-Роса-де-Копана смогли обойти конкурентов.
Здание собора серьёзно пострадало во время сильного землетрясения 21 ноября 1877 года. В 1880 году архитектору Франсиско Мартинесу было поручено восстановить собор, сохранив стиль барокко. 26 декабря 1915 года ещё одно сильное землетрясение нанесло очередной ущерб храму, но уже в следующем году к основанию епархии Санта-Розы-де-Копана здание было снова восстановлено. Гражданская война и революционные события первой трети двадцатого века не причинили собору никакого вреда. Небольшой урон от землетрясения 1934 года был сразу устранён. В 1948 году епископ Анхель Мариа Наварро провёл ремонт в соборе. Он перенёс главный алтарь из-под купола, сделав центральный неф более просторным. Во время футбольной войны в 1969 году собор был заполнен жителями, которые молились о мире и прекращении боевых действий. Во время ремонтных работ 1973 года по периметру здания были найдены человеческие останки. Это привело к мысли о том, что земля, на которой построен храм, была первым местным кладбищем. В 2000 году по инициативе муниципальных властей, муниципальной комиссии по сохранению исторического центра Санта-Росы-де-Копан и испанского культурного сотрудничества в Гондурасе собор был капитально отремонтирован. Тогда же его покрасили в белый цвет.